# Get Carter (1971)
Get Carter is een Britse speelfilm uit 1971, geregisseerd door Mike Hodges. De film is gebaseerd op de roman Jack's return home (1969) van Ted Lewis.
De film is een mix van sociaal realisme en film noir. Michael Caine vertolkte in deze film een van zijn meest iconische rollen.
Van deze film werd in 2000 een remake gemaakt met dezelfde titel.

## Verhaal
Jack Carter is een brutale Londense gangster die terugkeert naar zijn geboortestad Newcastle. Hij wil er de dood van zijn broer wreken maar raakt verwikkeld in een vete tussen lokale boeven.

## Rolverdeling
| Acteur        | Personage          |
| ------------- | ------------------ |
| Michael Caine | Jack Carter        |
| Ian Hendry    | Eric Paise         |
| Britt Ekland  | Anna               |
| John Osborne  | Cyril Kinnear      |
| Tony Beckley  | Peter the Dutchman |